# Martin Hinteregger
Martin Hinteregger (Feldkirchen in Kärnten, 7 de setembro de 1992) é um ex-futebolista profissional austríaco que atuava como zagueiro. 
Em junho de 2022, anunciou sua aposentadoria aos 29 anos, garantindo que já não se sentia mais bem no meio do futebol e nem mesmo as vitórias o deixavam mais feliz.

## Títulos
Red Bull Salzurg
- Campeonato Austríaco de Futebol: 2010-11, 2012-2013, 2013-2014, 2014–15
- Copa da Áustria de Futebol: 2011-12, 2013-2014

Eintracht Frankfurt
- Liga Europa da UEFA: 2021–22